# Bistum Bunda
Das Bistum Bunda (lat.: Dioecesis Bundana) ist eine in Tansania gelegene römisch-katholische Diözese mit Sitz in Bunda.

## Geschichte
Das Bistum Bunda wurde am 27. November 2010 durch Papst Benedikt XVI. mit der Apostolischen Konstitution Cum esset petitum aus Gebietsabtretungen des Bistums Musoma und des Erzbistums Mwanza errichtet und dem Erzbistum Mwanza als Suffraganbistum unterstellt.

## Bischöfe von Bunda
- Renatus Leonard Nkwande, 2010–2019, dann Erzbischof von Mwanza
- Simon Chibuga Masondole, seit 2021